# Paloue
Paloue là một chi thực vật có hoa trong họ Đậu.